# Бучацкий, Эмир
Эмир Бучацкий (1 сентября 1935, Сувалки, Белостокское воеводство — 16 мая 1990, Забже) — польский актёр.

## Биография
Родился в семье Яна Бучацкого и Виктории, урожденной Ивашкевич. По национальности литовский татарин. Его отец работал прокурором районного суда в Сувалках, а его дед, Мацей Бучацкий, был налоговым инспектором в Вильнюсе. После смерти отца в 1938 году переехал с семьей в Вильнюс. После войны в рамках переселения он и его родители уехали в Польшу, где жили в Торуни, а затем в Гдыне. В 1949 году Эмир Бучацкий окончил начальную школу в Гдыне. В 1949–1953 годах посещал сельскохозяйственную школу-интернат в Рожнице.
В 1952 году он присоединился к Кельцкому областному ансамблю песни и танца «Рожница». После сдачи выпускных экзаменов в средней школе в 1954 году он подал заявление в Государственную высшую актерскую школу в Кракове (с 1954 года — Государственное высшее театральное училище имени Людвика Сольского). После окончания учебы в 1958 году он начал работать в Театре имени Стефана Жеромского в Кельце.
В 1963 году переехал в Катовице. Играл в Силезском театре Станислава Выспяньского в Катовицах (1963–1987), а также в Людовом театре в Новой Гуте (1964), Театре Польской сцены в Чески-Цешине (1967/1968), Заглембском театре в Сосновце (1980–1982) и Новом театре в Забже (1987–1989).
Был женат на Александре Белевич, историке искусства. От брака в 1959 году была рождена дочь Дорота.

## Фильмография
- 1957 — Ева хочет спать / Ewa chce spać — Слепой Толо, карманник
- 1966 — Фараон / Faraon — Тутмос
- 1970 — Перстень княгини Анны
- 1971 — Жемчужина в короне
- 1973 — Санаторий под клепсидрой
- 1975 — Ночи и дни / Noce i dnie — Люцьян Коцелло